# Olga Bauer-Pilecka
Olga Bauer-Pilecka (de soltera von Pilecka; 14 de febrero de 1887 - Viena, 2 de julio de 1941) fue una cantante de ópera (mezzosoprano) y editora austriaca. Fue esposa de Bernard Bauer desde 1913.

## Biografía
Nacida en una familia noble polaca, creció en Leópolis, donde cantó desde los 12 años en el coro local. En 1904 comenzó a estudiar canto profesionalmente en Viena con Rosa Papir. En 1912 se graduó por la Universidad de Música y Arte Dramático de Viena y debutó en la Ópera de Dortmund. Desde 1915 cantó en Viena, como solista entre 1917 y 1928, en la Ópera Estatal de Viena. Entre sus papeles principales destacan : Carmen en la ópera Carmen de Georges Bizet; como Amneris en Aida y como Ulrika en Un baile de máscaras de Giuseppe Verdi, Brangen en la ópera Tristán e Isolda, Frick en El oro del Rin y Erd en Sigfrido de Richard Wagner, príncipe Orlovsky en El murciélago de Johann Strauss ). Realizó giras por Praga, Varsovia, Ámsterdam o Salzburgo. Colaboró con Arnold Schönberg en 1920. Estrenó Two Ballads Op. 12 (parte de piano Ernst Bachrich). Desde 1924 actuó en la radio de Viena.
En 1927 cofundó la editorial Fiba-Verlag, un año después, después de jubilarse en la ópera, se convirtió en la única propietaria y directora de la editorial. Publicó una gran variedad de guías, manuales de juego o libros de ficción. Varios libros publicados por la editorial se dedicaron al tema judío; en particular, la primera edición de la famosa biografía de Theodor Herzl, escrita por Alex Bain, se publicó en Fiba-Verlag. Tras las importantes dificultades sobrevenidas tras la victoria nazi, pronto hubo de cerrar.

## Amistad con Juan Ramón Jiménez
Olga Bauer-Pilecka conocía a la escultora Margarita Gil Roësset y a su hermana Consuelo, admiradoras de Zenobia Camprubí y del poeta Juan Ramón Jiménez. En 1932, en un recital de ópera, Marga Gil Roësset y el matrimonio fueron presentados por la austríaca Bauer-Pilecka. Al parecer, Marga Gil quedó enamorada del poeta. Por otra parte decidió de inmediato hacer un busto de su admirada Zenobia Camprubí.[cita requerida]

## Enlaces
- Uwe Harten, Monika Kornberger. Bauer-Pilecka (Bauer von Pilecka), Olga // Oesterreichisches Musiklexikon en línea
- Fiba-Verlag (Viena-Leipzig) // Österreichische Verlagsgeschichte

- Datos: Q60829705
- Multimedia: Olga Bauer-Pilecka / Q60829705